# Ids Postma
Ids Hylke Postma (Dearsum, 28 dicembre 1973) è un ex pattinatore di velocità su ghiaccio olandese.

## Palmarès

### Olimpiadi
- Oro a Nagano 1998 nei 1000 metri.
- Argento a Nagano 1998 nei 1500 metri.

### Mondiali - Completi
- Oro a Nagano 1997.
- Oro a Heerenveen 1998.
- Argento a Göteborg 1994.
- Argento a Inzell 1996.
- Argento a Milwaukee 2000.
- Argento a Budapest 2001.
- Bronzo a Göteborg 2003.

### Mondiali - Distanza singola
- Oro a Hamar 1996 nei 5000 metri.
- Oro a Heerenveen 1999 nei 1500 metri.
- Oro a Nagano 2000 nei 1500 metri.
- Argento a Calgary 1998 nei 1500 metri.

### Europei
- Oro a Heerenveen 1997.
- Argento a Heerenveen 1996.
- Bronzo a Hamar 2000.
- Bronzo a Baselga di Piné 2001.